# 콜롬보 레이스코스
콜롬보 레이스코스(싱할라어: කොළඹ තුරඟ තරඟ පිටිය)은 스리랑카 콜롬보에 위치한 축구 전용 경기장으로 콜롬보 FC, 스리랑카 럭비 국가대표팀의 홈 구장으로 사용되고 있으며 수용 인원은 40,000명이다.